# Filip Neri
Filip Neri (Filippo Romolo Neri), italijanski duhovnik, svetnik in ustanovitelj reda Oratorijancev,  * 21. julij 1515, Firence, † 27. maj 1595, Rim.

## Življenje
Že zelo zgodaj ga je zanimala umetnost, predvsem glasba in poezija. Najprej je hotel vstopiti v benediktinski red a si je premislil in odločil za študij v Rimu. V starosti 24. let je deloval med revnimi in širil besedo evangelija. 
23. maja 1551 je bil posvečen v duhovnika. Istega leta je osnoval oratorije, družbo za duhovno življenje. Leta 1557 je bila ustanovljena družba oratorijancev, katero papež je Gregor XIIII. istega leta tudi potrdil.

## Češčenje
Papež Pavel V. ga je 11. maja 1615 razglasil za blaženega, 12. marca 1622 pa ga je papež Gregor XV. kanoniziral.
Je zavetnik veselja, smeha, radosti, ICRSS in Rima. Njegov god praznujejo 26. maja.